# Epicauta punctum
Epicauta punctum är en skalbaggsart som först beskrevs av Dugès 1870.  Epicauta punctum ingår i släktet Epicauta och familjen oljebaggar. Inga underarter finns listade i Catalogue of Life.